# Lista de singles número um na Billboard Hot 100 em 1989

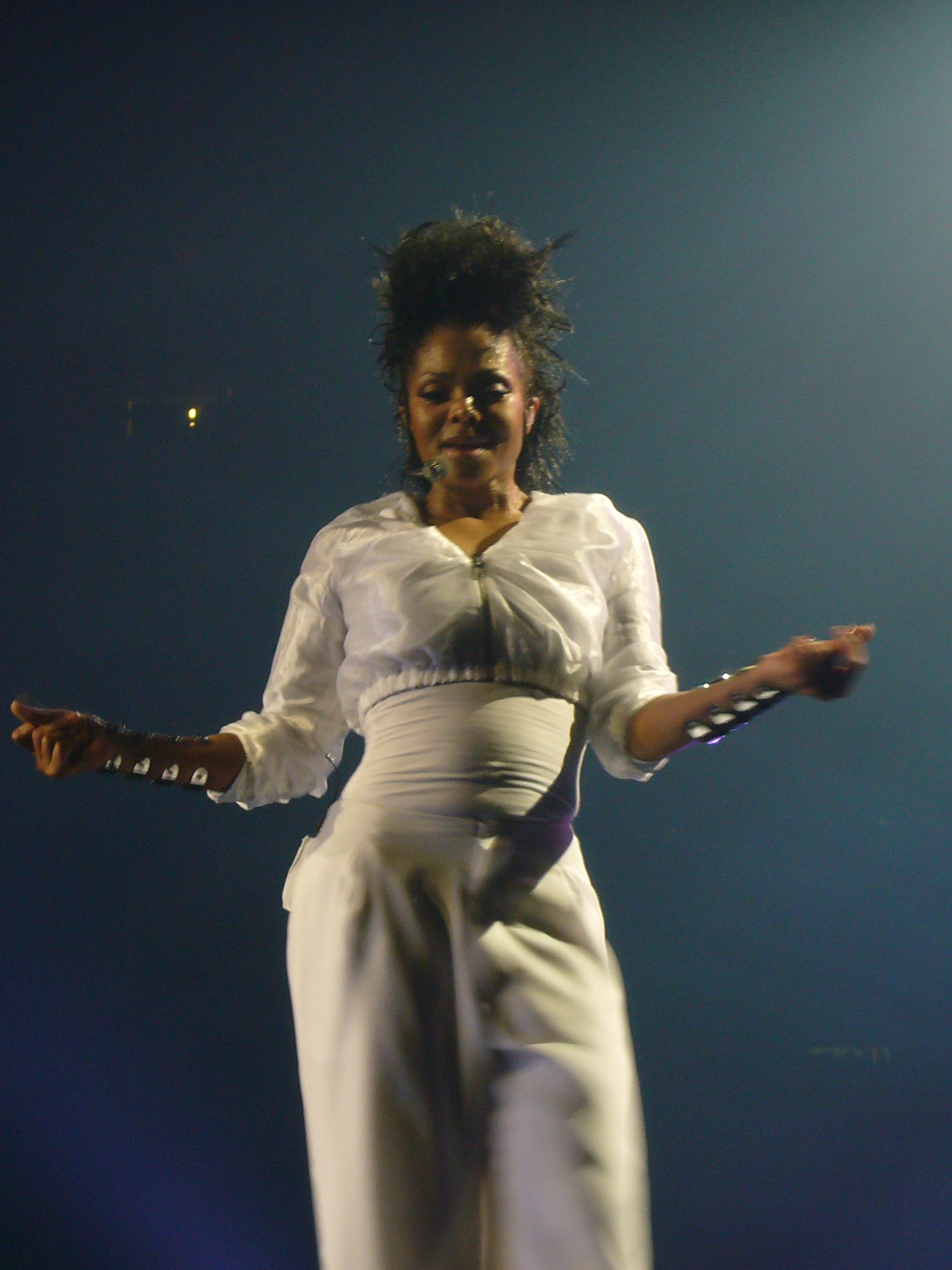
O single "Miss You Much", de Janet Jackson permaneceu no topo por quatro semanas, o maior tempo do ano.

Esta é uma lista dos singles número um na Billboard Hot 100 em 1989. O single que ficou na primeira colocação do Top 100 Hits of 1989, "Look Away", da banda Chicago foi o número um no final de 1988, não integrando esta lista. Em segundo lugar vem "My Prerogative" de Bobby Brown.
Tanto a dupla Roxette quanto a banda New Kids on the Block conseguiram seus dois primeiros singles número um na Hot 100. Já as bandas Poison, Mike + The Mechanics e Sheriff conseguiram seu primeiro single número um. Diversos artistas conseguiram seu primeiro single a atingir o topo da parada, como Bette Midler, Bobby Brown, Michael Damian, etc. A cantora Madonna igualou o recorde de Whitney Houston, sendo a artista feminina com mais canções em primeiro lugar no Hot 100 da década, num total de sete singles.
Dois destes singles ganharam prêmios no Grammy Awards de 1990, "Wind Beneath My Wings", de Bette Midler, na categoria Gravação do Ano, também tendo ganho na categoria Música do Ano e "If You Don't Know Me By Now" , de Simply Red, na categoria Melhor Canção de R&B. Também foram indicados os singles "The Living Years", de Mike + The Mechanics, "We Didn't Start The Fire", de Billy Joel, "She Drives Me Crazy", de Fine Young Cannibals, "Straight Up", de Paula Abdul, "Don't Wanna Lose You", de Gloria Estefan, "Miss You Much" de Janet Jackson e "Batdance" de Prince.

## Histórico

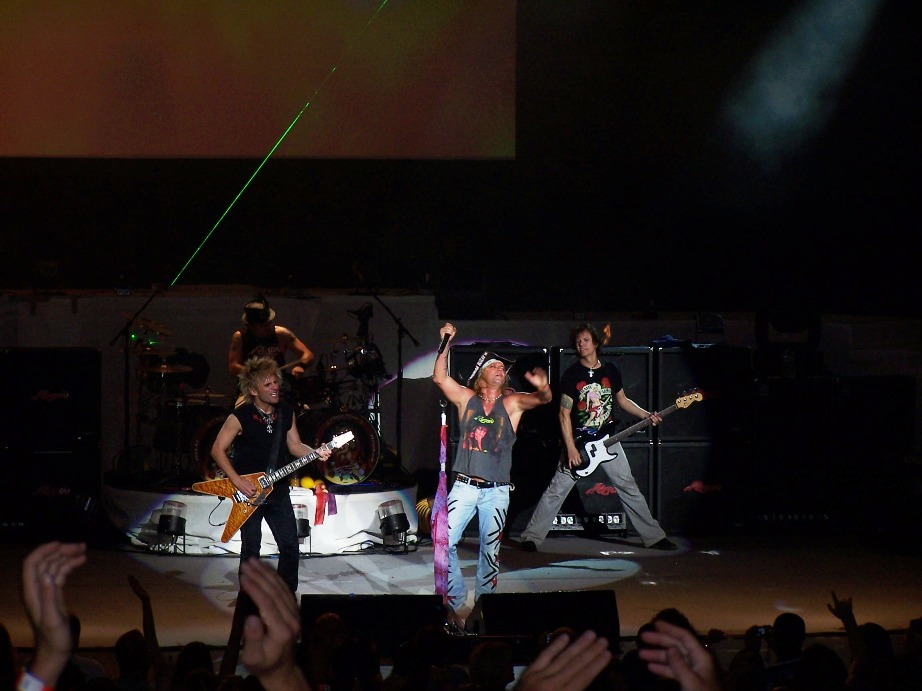
A banda Poison conseguiu seu primeiro single número um com "Every Rose Has Its Thorn".

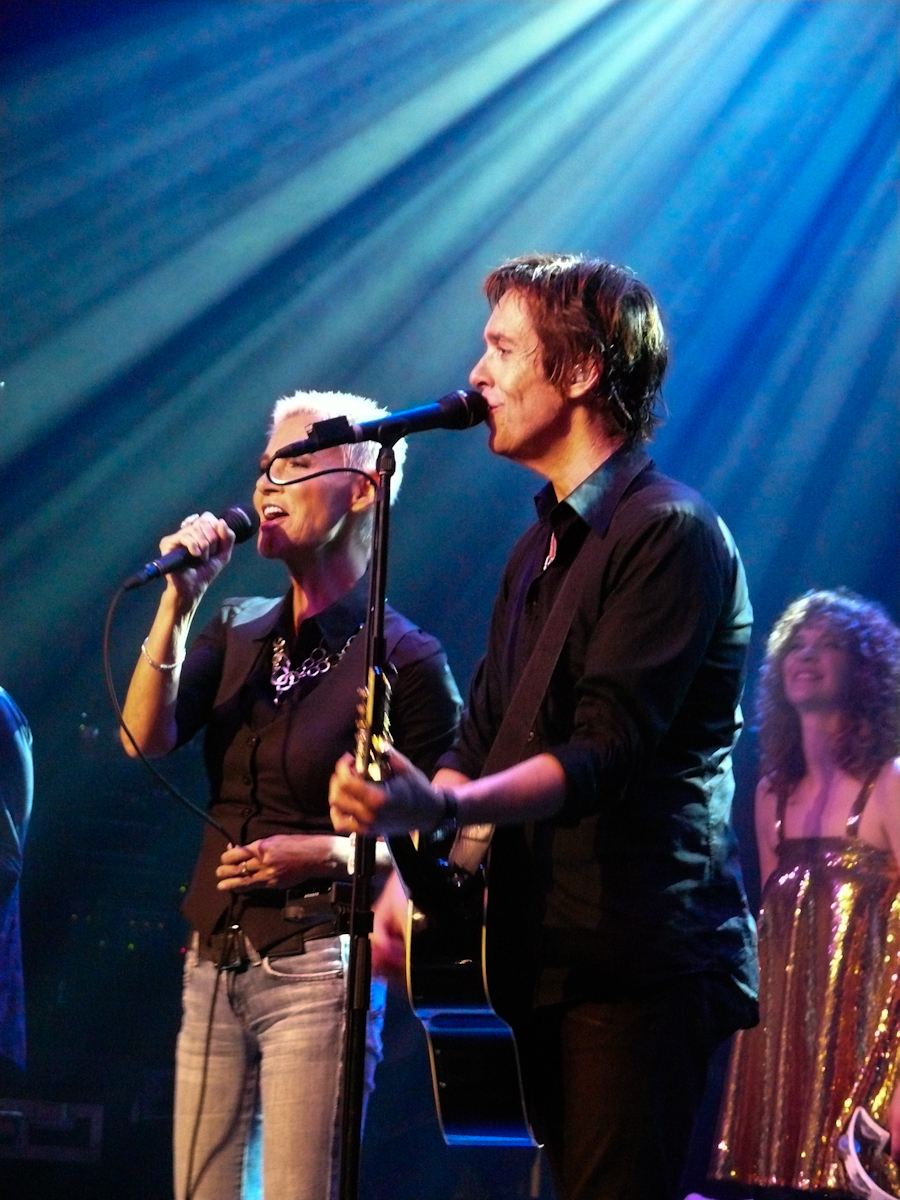
A dupla Roxette conseguiu seus dois primeiros singles número um com "The Look" e "Listen to Your Heart".

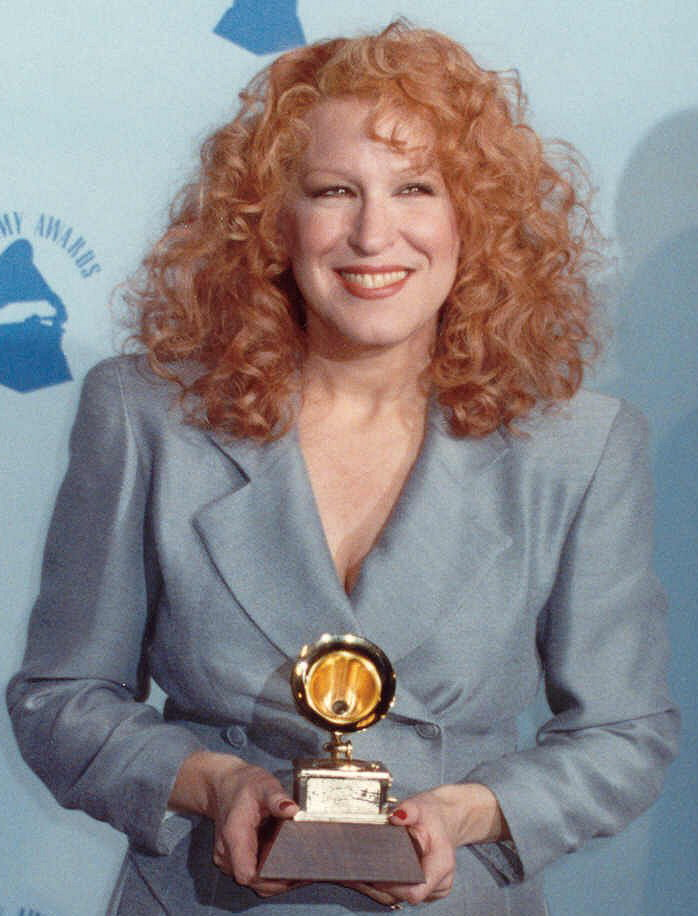
A cantora Bette Midler conseguiu seu primeiro single número um com "Wind Beneath My Wings".

| Data da publicação | Canção                         | Artista(s)            | Ref    |
| ------------------ | ------------------------------ | --------------------- | ------ |
| 7 de janeiro       | "Every Rose Has Its Thorn"     | Poison                | [ 12 ] |
| 14 de janeiro      | "My Prerogative"               | Bobby Brown           | [ 13 ] |
| 21 de janeiro      | "Two Hearts"                   | Phil Collins          | [ 14 ] |
| 28 de janeiro      | "Two Hearts"                   | Phil Collins          | [ 15 ] |
| 4 de fevereiro     | "When I'm With You"            | Sheriff               | [ 16 ] |
| 11 de fevereiro    | "Straight Up"                  | Paula Abdul           | [ 17 ] |
| 18 de fevereiro    | "Straight Up"                  | Paula Abdul           | [ 18 ] |
| 25 de fevereiro    | "Straight Up"                  | Paula Abdul           | [ 19 ] |
| 4 de março         | "Lost in Your Eyes"            | Debbie Gibson         | [ 20 ] |
| 11 de março        | "Lost in Your Eyes"            | Debbie Gibson         | [ 21 ] |
| 18 de março        | "Lost in Your Eyes"            | Debbie Gibson         | [ 22 ] |
| 25 de março        | "The Living Years"             | Mike + The Mechanics  | [ 23 ] |
| 1º de abril        | "Eternal Flame"                | The Bangles           | [ 24 ] |
| 8 de abril         | "The Look"                     | Roxette               | [ 25 ] |
| 15 de abril        | "She Drives Me Crazy"          | Fine Young Cannibals  | [ 26 ] |
| 22 de abril        | "Like a Prayer"                | Madonna               | [ 27 ] |
| 29 de abril        | "Like a Prayer"                | Madonna               | [ 28 ] |
| 6 de maio          | "Like a Prayer"                | Madonna               | [ 29 ] |
| 13 de maio         | "I'll Be There For You"        | Bon Jovi              | [ 30 ] |
| 20 de maio         | "Forever Your Girl"            | Paula Abdul           | [ 31 ] |
| 27 de maio         | "Forever Your Girl"            | Paula Abdul           | [ 32 ] |
| 3 de junho         | "Rock On"                      | Michael Damian        | [ 33 ] |
| 10 de junho        | "Wind Beneath My Wings"        | Bette Midler          | [ 34 ] |
| 17 de junho        | "I'll Be Loving You (Forever)" | New Kids on the Block | [ 35 ] |
| 24 de junho        | "Satisfied"                    | Richard Marx          | [ 36 ] |
| 1º de julho        | "Baby Don't Forget My Number"  | Milli Vanilli         | [ 37 ] |
| 8 de julho         | "Good Thing"                   | Fine Young Cannibals  | [ 38 ] |
| 15 de julho        | "If You Don't Know Me By Now"  | Simply Red            | [ 39 ] |
| 22 de julho        | "Toy Soldiers"                 | Martika               | [ 40 ] |
| 29 de julho        | "Toy Soldiers"                 | Martika               | [ 41 ] |
| 5 de agosto        | "Batdance"                     | Prince                | [ 42 ] |
| 12 de agosto       | "Right Here Waiting"           | Richard Marx          | [ 43 ] |
| 19 de agosto       | "Right Here Waiting"           | Richard Marx          | [ 44 ] |
| 26 de agosto       | "Right Here Waiting"           | Richard Marx          | [ 45 ] |
| 2 de setembro      | "Cold Hearted"                 | Paula Abdul           | [ 46 ] |
| 9 de setembro      | "Hangin' Tough"                | New Kids On The Block | [ 47 ] |
| 16 de setembro     | "Don't Wanna Lose You"         | Gloria Estefan        | [ 48 ] |
| 23 de setembro     | "Girl I'm Gonna Miss You"      | Milli Vanilli         | [ 49 ] |
| 30 de setembro     | "Girl I'm Gonna Miss You"      | Milli Vanilli         | [ 50 ] |
| 7 de outubro       | "Miss You Much"                | Janet Jackson         | [ 51 ] |
| 14 de outubro      | "Miss You Much"                | Janet Jackson         | [ 52 ] |
| 21 de outubro      | "Miss You Much"                | Janet Jackson         | [ 53 ] |
| 28 de outubro      | "Miss You Much"                | Janet Jackson         | [ 54 ] |
| 4 de novembro      | "Listen to Your Heart"         | Roxette               | [ 55 ] |
| 11 de novembro     | "When I See You Smile"         | Bad English           | [ 56 ] |
| 18 de novembro     | "When I See You Smile"         | Bad English           | [ 57 ] |
| 25 de novembro     | "Blame It on the Rain"         | Milli Vanilli         | [ 58 ] |
| 2 de dezembro      | "Blame It on the Rain"         | Milli Vanilli         | [ 59 ] |
| 9 de dezembro      | "We Didn't Start the Fire"     | Billy Joel            | [ 60 ] |
| 16 de dezembro     | "We Didn't Start the Fire"     | Billy Joel            | [ 61 ] |
| 23 de dezembro     | "Another Day in Paradise"      | Phil Collins          | [ 62 ] |
| 30 de dezembro     | "Another Day in Paradise"      | Phil Collins          | [ 63 ] |